# Edward John Spencer
Edward John Spencer (London, 1924. január 24. - London, 1992. március 29.) Spencer 8. grófja. 1924-ben, Londonban született a későbbi Diána walesi hercegné édesapja, Vilmos cambridge-i herceg anyai nagyapja.
Apja Albert Spencer, Spencer 7. grófja, anyja pedig Cynthia Hamilton, Abercorn 3. hercegének leánya volt. A 8. gróf endkívül gondos nevelésben és kiváló oktatásban részesült. Etonban, a Királyi Hadifőiskolán tanult, és a Királyi Mezőgazdasági Főiskolán. Kapitányként a második világháborúban 1944-45-ben, 1947-től 1950-ig pedig Dél-Ausztráliában szolgált. Politikai tisztséget is betöltött, 1970-ben békebíróként tevékenykedett Norfolkban. 1954-ben megkapta a Member of the Royal Victorian Order (MVO) kitüntetést.
1954 júniusában feleségül vette Lord Althorp és Ruth Sylvia Gill leányát, Frances Burke Roche-t, akivel 15 évig voltak házasok, és 5 gyermekük született:
- Sarah Spencer 1955-ben, aki három unokával ajándékozta meg a grófot
- Jane Spencer 1957-ben, aki úgyszintén három gyermek édesanyja
- John Spencer 1960-ban, aki csupán tíz órát élt
- Diana Frances Spencer 1961-ben, aki 1997-ben autóbalesetben veszítette életét
- Charles Spencer 1964-ben, aki apja halála után megörökölte a grófi címet, és jelenleg ő Spencer 9. grófja. Hat gyermek édesapja, két válással a háta mögött.

Első felesége, Frances Ruth a válás után, 1969 májusában újra férjhez ment, Peter Shand Kidd-hez, akitől 1990-ben vált el, közös gyermekeik nem születtek.
1976 júliusában a gróf feleségül vette Dartmouth grófjának volt feleségét, Raine-t, aki Barbara Cartland írónő lánya, tőle azonban nem születtek újabb gyermekei. 1981-ben tanúja lehetett legkisebb lánya, a 20 éves Diána és Károly brit trónörökös esküvőjének, majd pedig a hercegi pár két fia, Vilmos és Henrik születésének is.
1992-ben, egy súlyos tüdőgyulladás szövődményei következtében hunyt el egy londoni kórházban. Halála idején Diána és annak két fia épp Ausztráliában volt, és lánya pont elutazásuk előtt egy nappal látogatta meg apját a kórházban.